# Nexta
Nexta (bělorusky Не́хта – Něchta, doslova „někdo“) je mediální projekt v běloruštině a ruštině sídlící ve Varšavě v Polsku a zabývající se politickou situací v Bělorusku. Pracuje zejména na platformách YouTube a Telegram a představuje významnou mediální opozici vůči režimu běloruského prezidenta Aljaksandra Lukašenka. Založil jej v říjnu 2015 běloruský novinář a disident Stěpan Putilo a jeho šéfredaktorem byl od února 2020 do září 2020 aktivista a novinář Raman Pratasevič, jehož později běloruský režim unesl. Putilo jako zakladatel Nexty získal jako součást běloruské opozice v roce 2020 Sacharovovu cenu.
Odběr Nexty výrazně stoupl v období kolem prezidentských voleb v roce 2020, kdy vzrostl počet odběratelů ze zhruba 427 tisíc (9. srpna) na zhruba 2,1 miliónu (16. srpna) a jednalo se o nejdůležitější médium tehdejší série protestů. Později s poklesem protestů a rostoucí státní represí počet odběratelů zase výrazně klesl, ale nadále se jednalo o nejvýznamnější telegramový kanál o politické situaci v Bělorusku. Osobám přesdílejícím obsah Nexty hrozila pokuta nebo zadržení až na 30 dnů.
V říjnu 2021 označil běloruský režim Nextu za extrémistickou organizaci, čímž odběratelům hrozilo až 7 let vězení za její odběr. Nexta měla tou dobou na svých telegramových kanálech (NEXTA, NEXTA Live a LUXTA) skoro 1 mil. odběratelů. V dubnu 2022 pak Běloruský nejvyšší soud označil Nextu za teroristickou organizaci. Nexta měla tou dobou na svých telegramových kanálech asi 1,4 mil odběratelů.